# 2006 Полонська
2006 Поло́нська (2006 Polonskaya) — астероїд головного поясу, відкритий 22 вересня 1973 року. Названий на честь українського й радянського астронома Олени Іванівни Казимирчак-Полонської. 
Тіссеранів параметр щодо Юпітера — 3,545.